# Maj Johansson
Maj Gunvor Johansson (tidigare Ahlqvist) född 19 februari 1933 och död 26 oktober 1991, var en tidigare landslagsspelare i handboll.

## Klubblagskarriär
1950 och 1951 spelade Maj Ahlqvist för IK Heim. Hon spelade kvar i Heim under spelåret 1952/1953. Från hösten 1953 spelade Maj Johansson för KvIK Sport i Göteborg som under 1950-talet och de första åren på 1960-talet dominerade svensk damhandboll och med laget vann hon SM-guld inomhus vid minst fem tillfällen och dessutom flera titlar i utomhus-SM. Maj Ahlqvist var en av de dominerande spelarna i Sport vilket ett  urval tidningsomdömen visar "Maj Ahlqvist gjorde två mål ...och tillhörde förgrundsfigurerna...", "Ahlqvist, som var i ett strålande kämpahumör, ordnade 2—2 och gav även Sport...." Hon spelade oftast som centerhalv, alltså mittsexa i dagens språkbruk. Efter sommaren 1957 heter hon Johansson i tidningsreferaten. Sista notisen som målgörare i Sport är från 1961 så det är troligt slutår för hennes handbollskarriär.

## Landslagskarriär
I november 1953 var Maj Johansson (då under namnet Ahlqvist) reserv i landslaget. Maj Johansson skulle enligt den nya statistiken bara ha spelat 5 landskamper för Sverige, alla inomhus från 10 december 1954 då hon debuterade mot Danmark i Odense. Sverige förlorade matchen med utklassningssiffrorna 4-14 till Danmark. Hon spelade sista landskampen inomhus den 5 november 1960, också mot Danmark, men i den matchen i Värnamo nådde Sverige oavgjort 5-5. Maj Johansson stod bara för ett mål i dessa inomhuslandskamper.
Eftersom Maj Johansson är Mottagare av Stora grabbars och tjejers märke måste hon ha spelat minst 10 landskamper och den gamla statistiken tar upp 21 landskamper från 1954 till 1960, alltså samma landskampsår. De flesta landskamperna gick utomhus och Maj Johansson har troligen spelat 16 utomhuslandskamper. Enligt handbollboken spelade hon till exempel tre landskamper i Nordiska Mästerskapet 1960 utomhus.

## Privatliv
Maj Johansson är begravd med föräldrar och maken på Västra Kyrkogården i Göteborg.